# Sofi Needs a Ladder
Singles de Deadmau5
Animal Rights
(2010) Some Chords
(2010)
Pistes de 4x4=12
Some Chords
(1) A City in Florida
(3)
Sofi Needs a Ladder est une chanson du DJ et compositeur canadien Deadmau5 en collaboration avec la chanteuse Sofia Toufa, également connu sous SOFI. Sofi Needs a Ladder est le 3e single extrait du 5e album studio 4x4=12 (2010). À l'origine c'est une chanson instrumentale sous You Need a Ladder de Deadmau5. La chanson est jouée pour la première fois psur la radio britannique BBC Radio 1 le 22 octobre 2010 par l'animatrice Annie Mac. La chanson remporte un prix dans la catégorie du « Meilleure enregistrement dance » lors de la cérémonie canadienne des Prix Juno 
.

## Classement par pays
| Classement (2010)              | Meilleure position |
| ------------------------------ | ------------------ |
| Canada (Hot 100)               | 73                 |
| Royaume-Uni (UK Singles Chart) | 68                 |
| Royaume-Uni (UK Dance Chart)   | 10                 |